# DDR-Oberliga 1956
L'edizione 1956 della DDR-Oberliga vide la vittoria finale dell'SC Wismut Karl-Marx-Stadt. Fu la prima edizione a valere un posto in Coppa dei Campioni.
Capocannoniere del torneo fu Ernst Lindner (BSG Lokomotive Stendal), con 18 reti.

## Classifica finale
|     | Classifica                      | Pt | G  | V  | N  | P  | GF | GS |
| --- | ------------------------------- | -- | -- | -- | -- | -- | -- | -- |
| 1.  | SC Wismut Karl-Marx-Stadt       | 38 | 26 | 15 | 8  | 3  | 53 | 21 |
| 2.  | SC Aktivist Brieske-Senftenberg | 36 | 26 | 14 | 8  | 4  | 34 | 15 |
| 3.  | SC Lokomotive Lipsia            | 34 | 26 | 14 | 6  | 6  | 45 | 22 |
| 4.  | BSG Lokomotive Stendal          | 28 | 26 | 12 | 4  | 10 | 55 | 54 |
| 5.  | SC Einheit Dresda               | 26 | 26 | 10 | 6  | 10 | 50 | 46 |
| 6.  | ASK Vorwärts Berlino            | 26 | 26 | 9  | 8  | 9  | 41 | 41 |
| 7.  | BSG Rotation Babelsberg         | 26 | 26 | 9  | 8  | 9  | 41 | 53 |
| 8.  | SC Rotation Lipsia              | 24 | 26 | 9  | 6  | 11 | 35 | 41 |
| 9.  | SC Motor Karl-Marx-Stadt        | 23 | 26 | 8  | 7  | 11 | 24 | 48 |
| 10. | Fortschritt Weißenfels          | 22 | 26 | 7  | 8  | 11 | 36 | 38 |
| 11. | BSG Motor Zwickau               | 22 | 26 | 10 | 2  | 14 | 47 | 52 |
| 12. | SC Turbine Erfurt               | 21 | 26 | 5  | 11 | 10 | 36 | 38 |
| 13. | SC Dinamo Berlino               | 20 | 26 | 7  | 6  | 13 | 37 | 47 |
| 14. | SC Empor Rostock                | 18 | 26 | 6  | 6  | 14 | 31 | 49 |

### Verdetti
- SC Wismut Karl-Marx-Stadt campione della Germania Est 1956.
- SC Dinamo Berlino e SC Empor Rostock retrocesse in DDR-Liga.